# Messor piceus
Messor piceus är en myrart som beskrevs av Hermann Stitz 1923. Messor piceus ingår i släktet Messor och familjen myror. Inga underarter finns listade i Catalogue of Life.